# Aerenea bimaculata
Aerenea bimaculata är en skalbaggsart som först beskrevs av Brethes 1920.  Aerenea bimaculata ingår i släktet Aerenea och familjen långhorningar. Inga underarter finns listade i Catalogue of Life.